# 奈良ドリームランド
奈良ドリームランド（ならドリームランド）は、かつて奈良県奈良市北部に存在した遊園地である。1961年（昭和36年）7月1日に開業し、ピーク時の1970年代には年間150万 - 160万人が訪れるなど、県を代表する遊園地として人気を集めたが、娯楽の多様化などで次第に業績が低迷。2006年（平成18年）8月31日に閉園した。2004年には同じ奈良市にあった近鉄あやめ池遊園地も閉鎖されており、奈良県内の遊園地は生駒山上遊園地のみとなった。

## 沿革

### 開園までの流れ

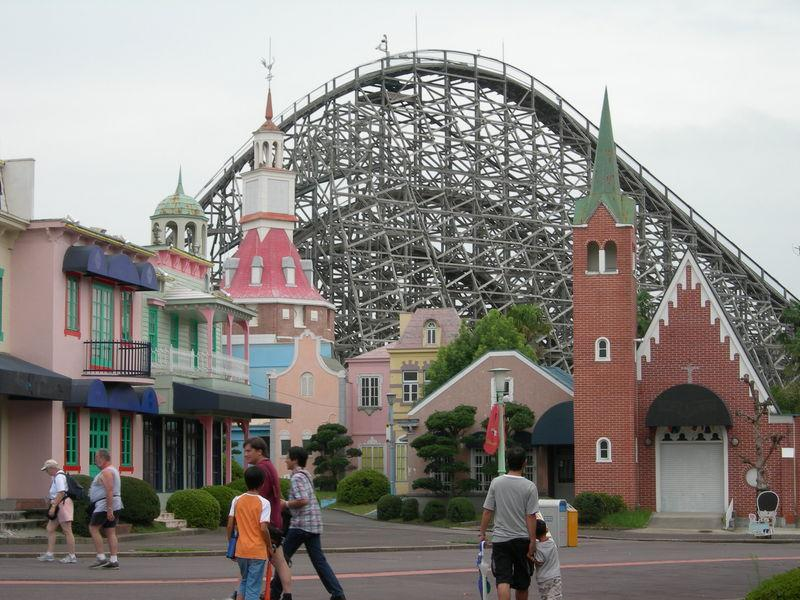
園内。奥に木造ジェットコースター"ASKA"が見える。手前は閉鎖されたウルトラマンタウン跡地

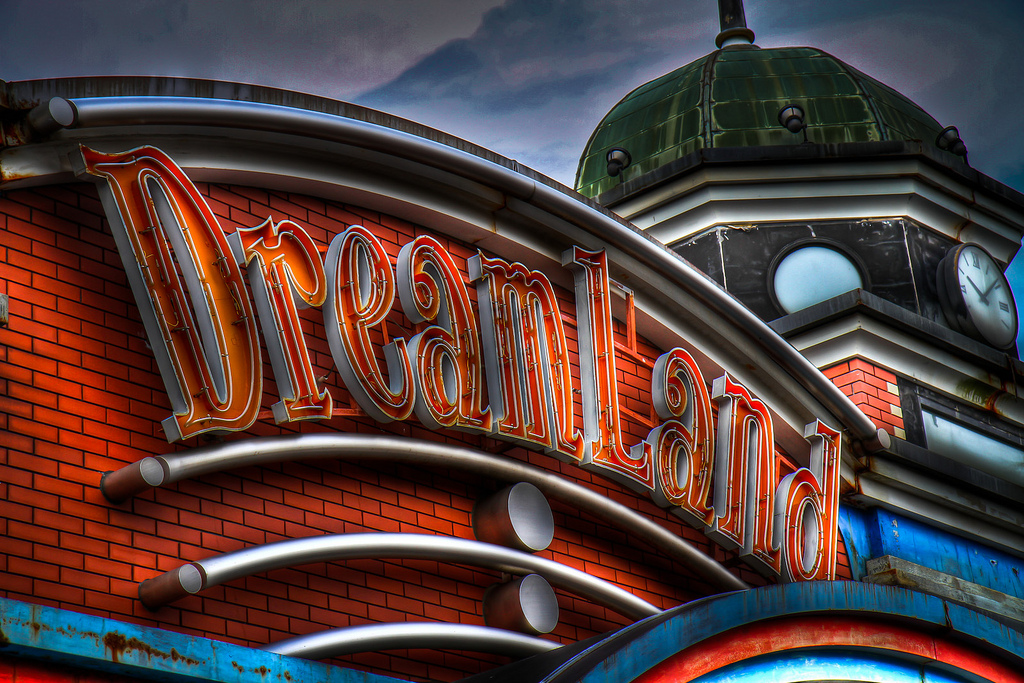
メインゲートのロゴ

第二次世界大戦後、奈良県での米陸軍第25歩兵師団隷下の第64野砲大隊などの進駐が1945年9月24日より行われた。駐屯に際し、当地の厚生省西部国民勤労訓練所（現航空自衛隊奈良基地）や帝国陸軍歩兵三十八聯隊練兵場などが接収された。接収期間は約10年にわたり、のちの奈良ドリームランドの敷地もその接収地の一部だった。
開園のきっかけは、松尾國三がアメリカのアナハイムにあるディズニーランドに感激し、ウォルト・ディズニーに直接面会し日本に誘致しようとした事だった。当初米国ディズニー社は本気に受け取っておらず、「その時が来たら力になる。」と回答。しかし松尾が技術者を連れて再び訪れた事で松尾の熱意に打たれたウォルト・ディズニーは、ディズニーランドのノウハウ（実際には単なる遊園地経営のノウハウだった）を無償で与え、建設時にもディズニーランド側から技術者を派遣させたという。なお、この無償のノウハウ提供と技術者派遣は日本にディズニーランドを作る目的ではなく、あくまでも日本人が日本に独自の遊園地を作ることに協力するという目的であった。
その後、奈良ドリームランド側は「ディズニーランド」を名乗るためにディズニー側と交渉に臨んだが、ディズニー側は、承諾しなかった。のちの東京ディズニーランド建設の経緯で明らかになるように、ディズニー社の「ウォルト・ディズニー・イマジニアリング」がデザイン・設計を監督するパークのみが「ディズニーランド」であり、ノウハウ提供・一部での技術協力のみで作られたパークが「ディズニーランド」を名乗る事はできなかった。奈良ドリームランド側は「フランチャイズ契約交渉にはこぎ着けたが、フィー（契約料）で折り合わず破談になった」とのコメントを残しているが、米国ディズニー社側からは、契約料で破談になったという公式のアナウンスはない。なお、開園に先立っての広告宣伝では「ディズニーランドの日本版」という表現を積極的に打ち出している。
日本人独自のパークを作ることを前提に協力したにもかかわらず、奈良ドリームランド側がディズニーランドを模倣し、外観が酷似しつつも技術水準の異なる遊園地を作ったことは、その後の日本版ディズニーランド誘致の大きな障害になったと言われている。東京ディズニーリゾートの運営会社であるオリエンタルランドの代表取締役会長（兼）CEOを務める加賀見俊夫は著書の中で、直接名称を挙げてはいないものの、生前のウォルト・ディズニーが奈良ドリームランドの写真を見て激怒し、「もう二度と日本人なんかと仕事するか！あいつらは絶対に信用しない！」と怒鳴り散らしたという。こうした経緯から米国ディズニー社は、京成電鉄・三井不動産による日本版ディズニーランド誘致交渉を完全拒否したため、日本版ディズニーランドの実現は非常に困難だったと述べている。

### 開園後
千日土地興行（後の日本ドリーム観光、松尾國三代表）の手によって1961年7月1日に開業した。
1993年、ダイエーが日本ドリーム観光を吸収合併し、同グループの「ドリームパーク」が経営していたが、2005年11月に経営再建中のダイエーは非中核事業の整理の一環として「ドリームパーク」の経営権を不動産会社の「テンラッシュ」に譲渡した。
休園日は毎週火曜日（夏・冬・春休み期間は毎日営業）。しかし、2002年途中からは土曜・日曜・祝日のみの営業となり、平日は休園していた（夏・冬・春休み期間とその前後は毎日営業）。
なお、遊園地の収益としては末期でも夏季のプール営業だけで年間の営業が維持できるだけの集客力・収益力はあった。

### 閉園後

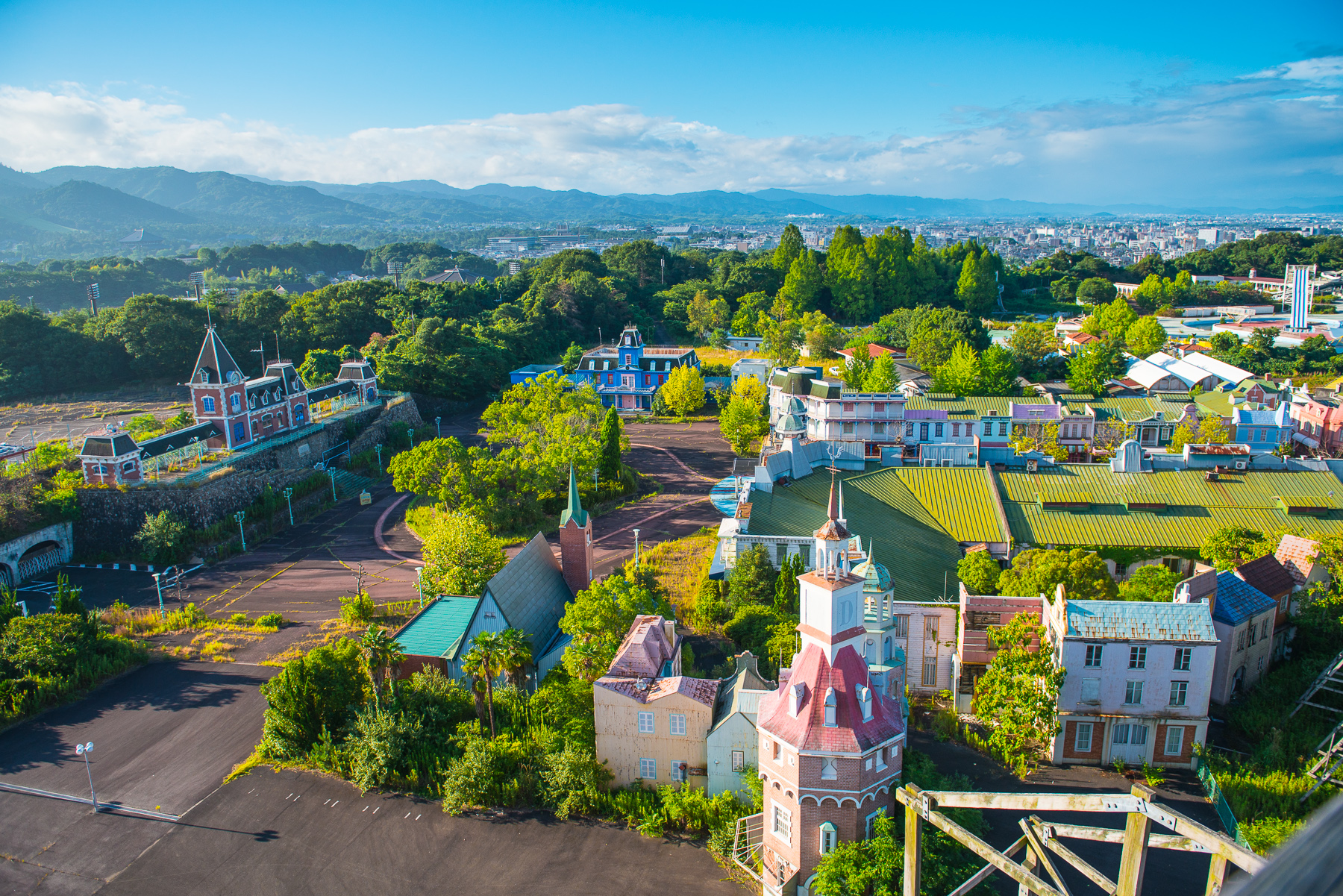
閉園後の奈良ドリームランド。

跡地について奈良市は渋滞緩和を目的としたパークアンドライド型の観光客向け大規模駐車場に転用することを検討しているが、開発規制区域指定が多重に掛かっている（市街化調整区域にあり、土地利用法がかなり制限され、学校や福祉施設などの公共施設の様な開発しか認められない）、土地の権利が分散しており権利者からの承認を得るのが非常に困難、遊具撤去等の費用がかかる、などの理由により入札を行っても応募者が全く無い状態であった。2015年11月10日、改めて公売が行われた結果、大阪市の不動産会社「SKハウジング」1社が応札し、最低見積価格の7億3000万円で落札した。ただし、今後どのように跡地を利用するのかなど、具体的には全く未定の状態である。
閉園後も施設・遊具は撤去されず不法侵入者が後を絶たなかった為、地元住民や県警が安全対策として工作物を撤去するよう要請していた。2016年10月になってようやく解体工事が開始され、2025年時点で遊具は全て撤去された。
その後、2022年10月に日本フットボールリーグに所属し、Jリーグへの参入を目指している奈良クラブの本拠地であるロートフィールド奈良（奈良市鴻ノ池陸上競技場）の駐車場が約230台分と少なく、同クラブのホーム戦開催時に駐車場の不足が懸念されることから、シェア駐車場のサービス会社であるakippa（大阪市）が現在の所有者から跡地を借用し、予約制駐車場を一時的に開設することを発表した。
この他にも地元企業で作る奈良経済同友会が『「あこがれ特区構想」検討委員会』を立ち上げ、奈良ドリームランド跡地への特区設定などが入った内容を2026年5月を視野に奈良県知事へ提出する予定である事が地元紙の奈良新聞にて報じている。
なお、「ドリームランド」の名前はかつての同グループだったローソンの店名として現在でも残っている他、跡地を管理していた不動産会社が社名として使用していた。また、奈良交通のバス停の名称としても長らく残っていたが、2015年4月1日に「法蓮佐保山三丁目」に改称された。

## 主なアトラクション・施設

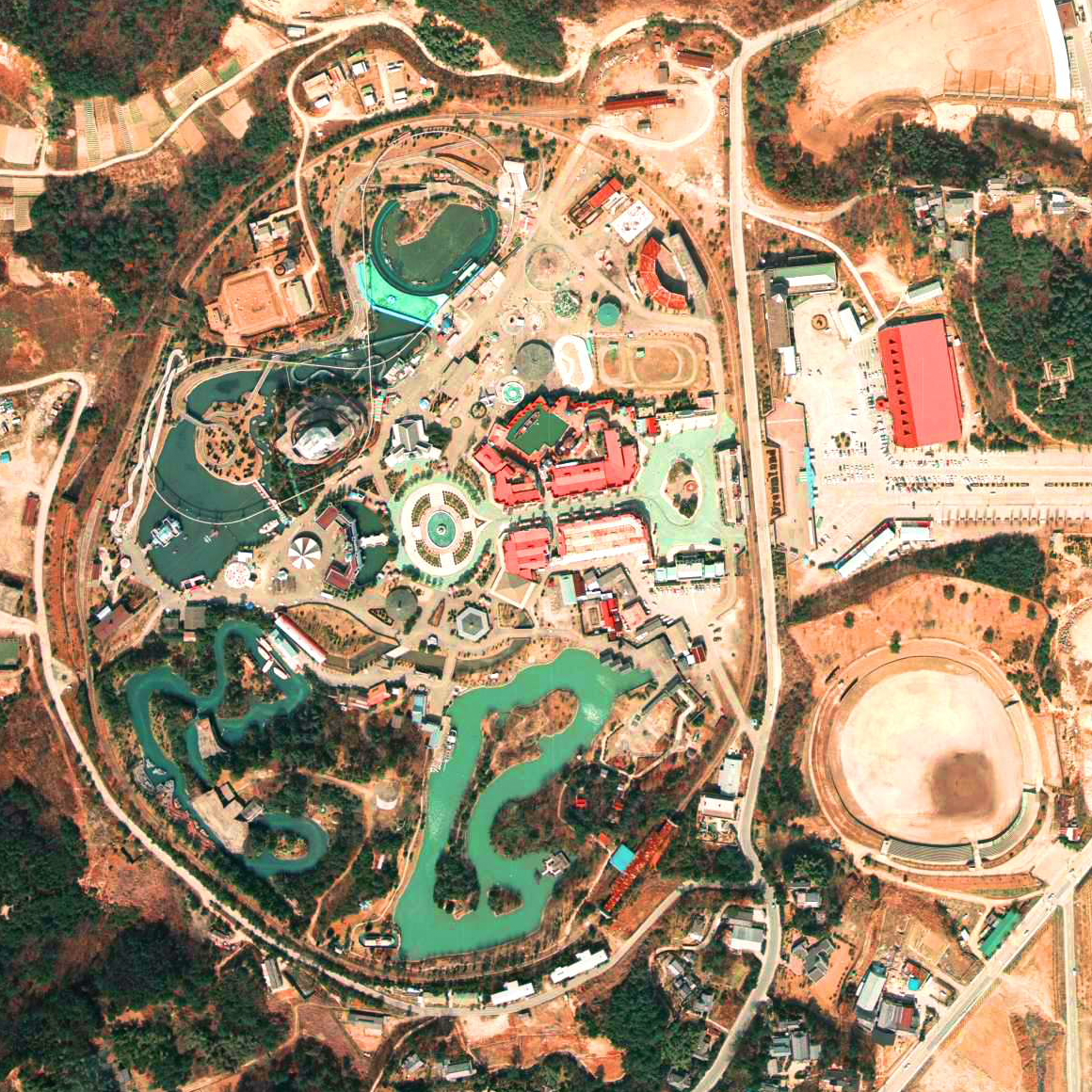
奈良ドリームランドの空中写真（1975年）。

ディズニーランドを模倣したことによりディズニーランドと非常に似たエリア構成になっており、「未来の国」「幻想の国」「冒険の国」「過去の国」「メインストリート」の5つのエリア（開園当時）で構成されていた。また、「潜水艦」「ホバークラフト」「モノレール」など当時では画期的なアトラクションを採用し人気を博した。園外にはホテルやパチンコ店もあった。しかし末期にはアトラクションや売店の休止・廃業が多く、ウルトラマンタウンも閉園前に閉鎖された。施設の追加は敷地の一部の「カプリプール」への転用（「過去の国」の敷地を利用）や、1998年開設の木造ジェットコースター「ASKA」（「未来の国」の敷地を利用）が目立つ程度である。
- アイススケート
- 木製コースターASKA
- アンティークカー
- イベントホール
- ウッディーガーデン
- お城 - 原型は本家ディズニーランドにある「眠れる森の美女の城」。
- お化け屋敷（洋風・和風あり）
- 外周列車 - 原型は本家ディズニーランドにある「ディズニーランド鉄道」。
- キッズバイキング
- ゴーカート
- ジャングル巡航船 - 原型は本家ディズニーランドにある「ジャングルクルーズ」。
- スカイウェイ - 末期は休止。原型は本家ディズニーランドにあった「スカイウェイ」。
- スクリューコースター
- スペースライナー - 2003年初め頃から休止のまま、再開することなく閉園。東京芝浦電気（現・東芝）製の跨座式モノレールで、1961年運行開始。園内を8の字型に環状運転しており、3両編成の車両が運行されていた。のちのドリーム開発ドリームランド線のベースになったが、ドリーム開発ドリームランド線とは異なり、地方鉄道法（現・鉄道事業法）に基づく路線ではなく遊戯施設としての扱いだった[19]。原型は本家ディズニーランドにある「ディズニーランド・モノレール」。
- スワンサイクル
- 展示会会場
- ドリーム神社
- バギーカート
- 馬車鉄道 - 末期は廃止。原型は本家ディズニーランドにある「ホースドローン・ストリートカー」。
- ファンタジーコースター
- フライングスインガー
- フラッシュダンス
- プール
- ボブスレー - 原型は本家ディズニーランドにある「マッターホーン・ボブスレー」。『国際秘密警察 絶体絶命』のロケ地に使用されており、田崎潤と土屋嘉男が同アトラクションを楽しむシーンがある。
- メリーゴーラウンド - 原型は本家ディズニーランドにある「キングアーサー・カルーセル」。
- ラウンドパイレーツ
- 入浴施設
- ウルトラマンタウン - ウルトラマンフェスティバル（'99および2000）も開催。末期には閉鎖された。

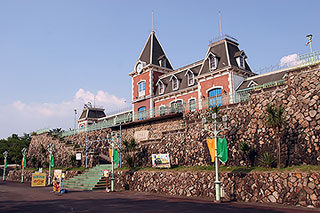
外周列車乗り場
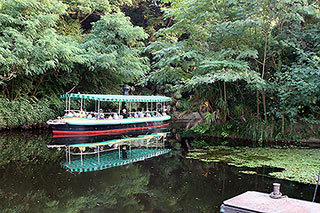
ジャングル巡航船（冒険の国）
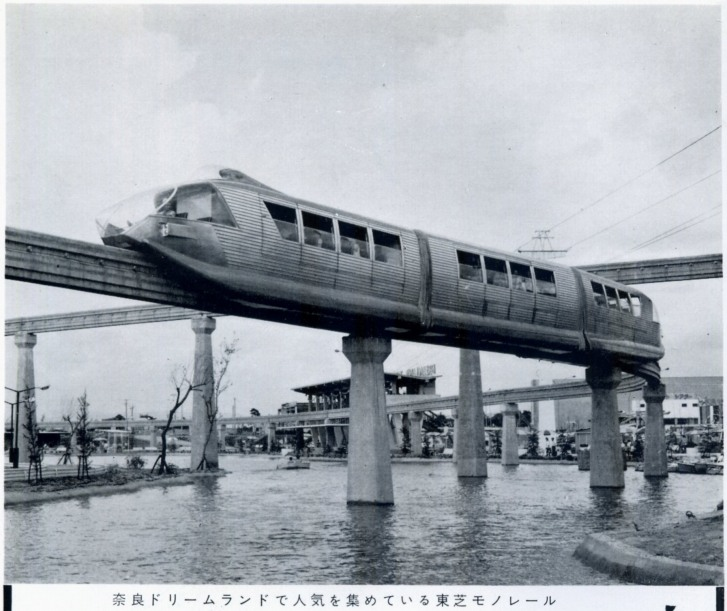
スペースライナー初代車両（1961年の東京芝浦電気雑誌広告より）

## アクセス
近鉄奈良駅方面からやすらぎの道を北へ上り、県道奈良加茂線沿いにあった。交通手段として路線バスの停留所があり、JR奈良駅・近鉄奈良駅と加茂駅を結ぶバスが経由していた。なお、90年代初期までは大規模な停留所があり（現在のココスと旧フォルクスの場所）、当停留所折り返しの便も存在した。末期も臨時で運行することがあった。また大規模な駐車場を完備していた。